# Victor Kullberg

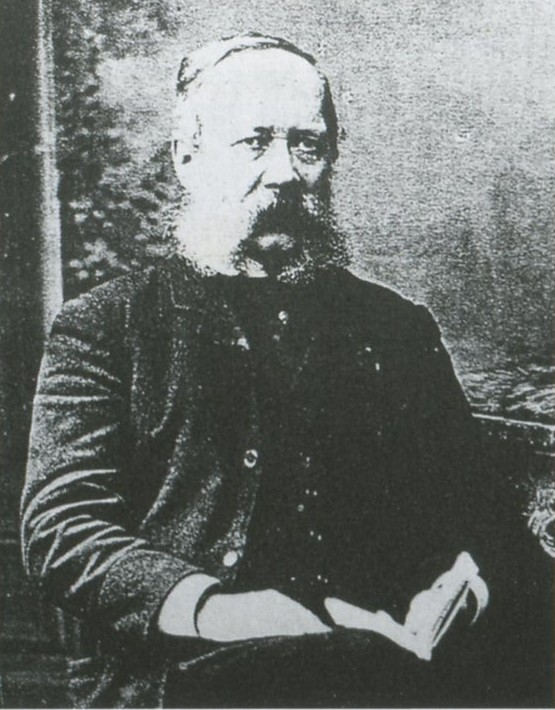
Victor Kullberg (1824–1890)

Victor Kullberg (* 1824 in Visby auf Gotland; † 1890 in London) war ein schwedischer Uhr- und Chronometermacher.

## Leben und uhrmacherische Leistung
Kullberg erlernte das Uhrmacherhandwerk bei einem ortsansässigen Uhrmacher, der Chronometer anfertigte.
Nach der Lehrzeit erweiterte er seine Kenntnisse bei Louis Urban Jürgensen (1806–1867) in Kopenhagen. Im Alter von 27 Jahren reiste er zur Weltausstellung nach London und knüpfte dort Kontakte zu anderen Chronometermachern. 1856 machte er sich als Uhrmacher in London selbstständig. Mit einem seiner größten Konkurrenten Thomas Mercer (1822–1900) verband ihn eine lebenslange Freundschaft.
Kullberg schuf Taschenuhren mit Chronometerhemmung, einem von ihm konstruierten Kronenaufzug und einem verzahnten Federhaus. Zusätzlich führte er eine vom französischen Uhrmacher Julien Le Roy vorgeschlagene Kettenführung der Schnecke, die „reversed Fusée“ ein, die der traditionellen englischen Bauart überlegen war. Seine Chronometer zeichneten sich durch sehr durchdachte Konstruktionen und saubere handwerkliche Ausführung aus.
1864 reichte Kullberg einen ersten Seechronometer zur Prüfung in Greenwich ein, der aber nur durchschnittliche Ergebnisse lieferte. In der Folge verbesserte Kullberg seine Konstruktionen und erreichte 1882 schließlich Werte, die zu dieser Zeit kein anderer Chronometermacher verbessern konnte.
Kullberg wurde 1874 zum Hofuhrmacher des Königs von Schweden und Norwegen ernannt, und ihm wurde der Wasaorden verliehen.

## Ehrungen
- 1860: Silbermedaille auf der Uhren-Ausstellung in Besançon
- 1864: Silbermedaille der Royal Scottish Society of Arts
- 1867: Goldmedaille auf der Universal-Ausstellung in Paris
- 1869: Goldmedaille der Nationalakademie in Paris
- 1873: „The Grand Diploma of Honour“, Wien
- 1876: Ehrendiplom der Nationalakademie in Paris
- 1880: 1. Klasse-Medaille, internationale Ausstellung in Sydney
- 1882: Einzige Goldmedaille für England, Melbourne International Exhibition